# 薩埵太子捨身飼虎
薩埵太子捨身飼虎是來自「摩訶薩埵太子本生」的故事，講述釋迦牟尼佛前幾世曾為摩訶薩埵太子，與兄長出遊，見到餓虎，發起慈悲心，施捨自己生命，以自己肉體餵食餓虎之事蹟。關於「摩訶薩埵太子本生」曾出現於北涼法盛譯《菩薩投身飴餓虎起塔因緣經》 、北涼慧覺等譯《賢愚經》卷第一＜摩訶薩埵以身施虎品＞、北涼曇無讖譯《金光明經》卷第四＜捨身品＞等經文中。
佛教艺术有多幅以此为题材的「捨身飼虎圖」，其中敦煌莫高窟的第254、301、428窟中描绘有相关壁画。

## 著名作品

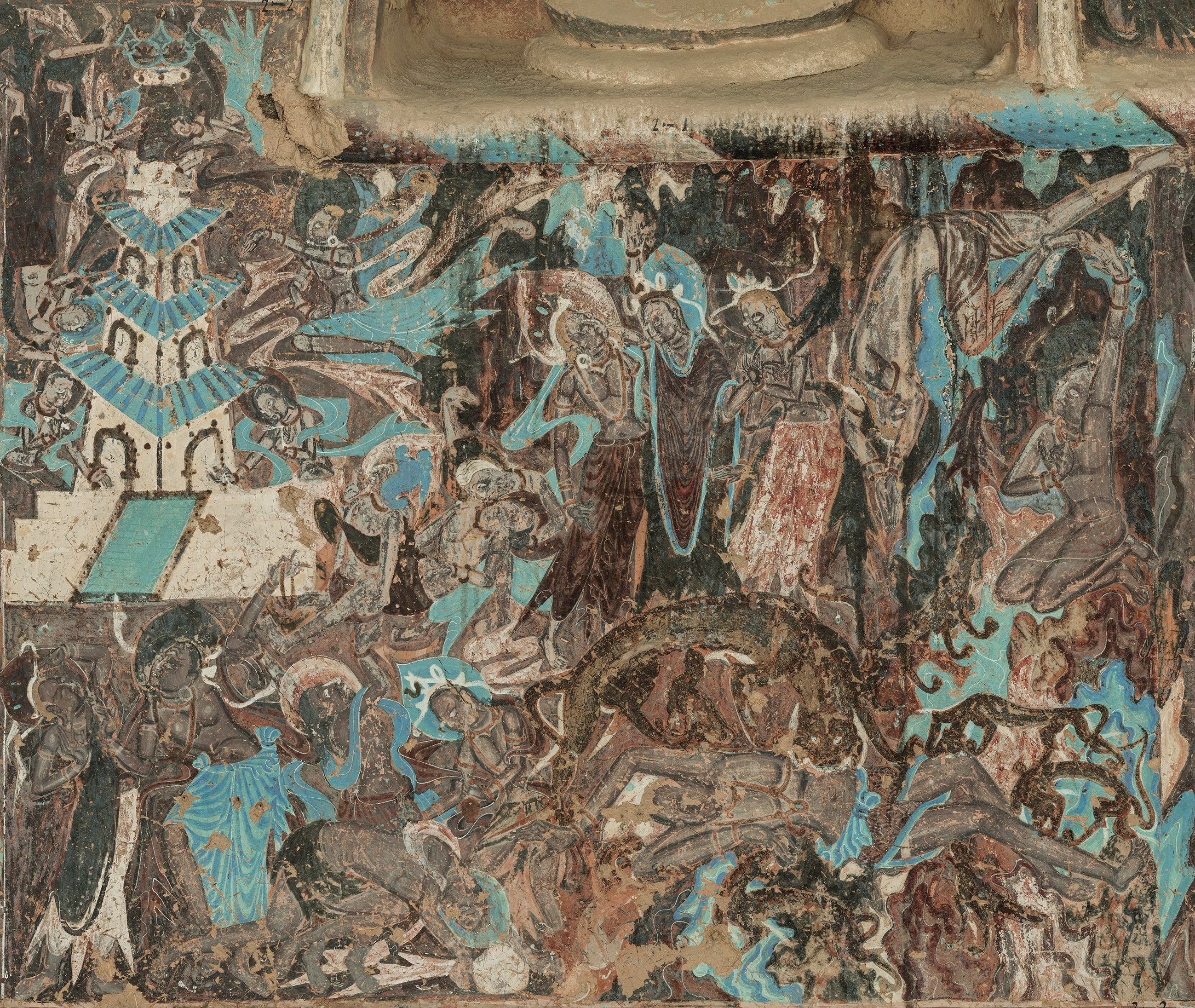
敦煌莫高窟第254窟
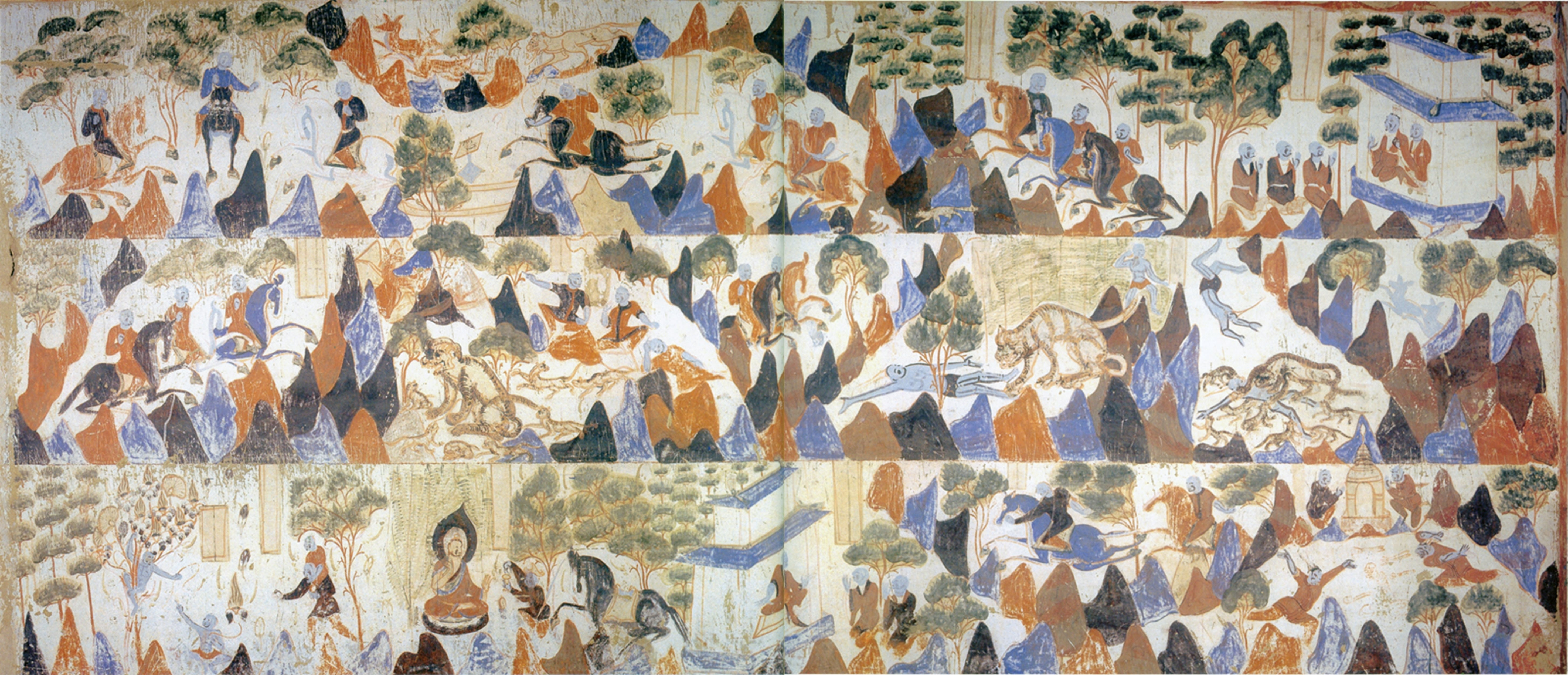
敦煌莫高窟428窟
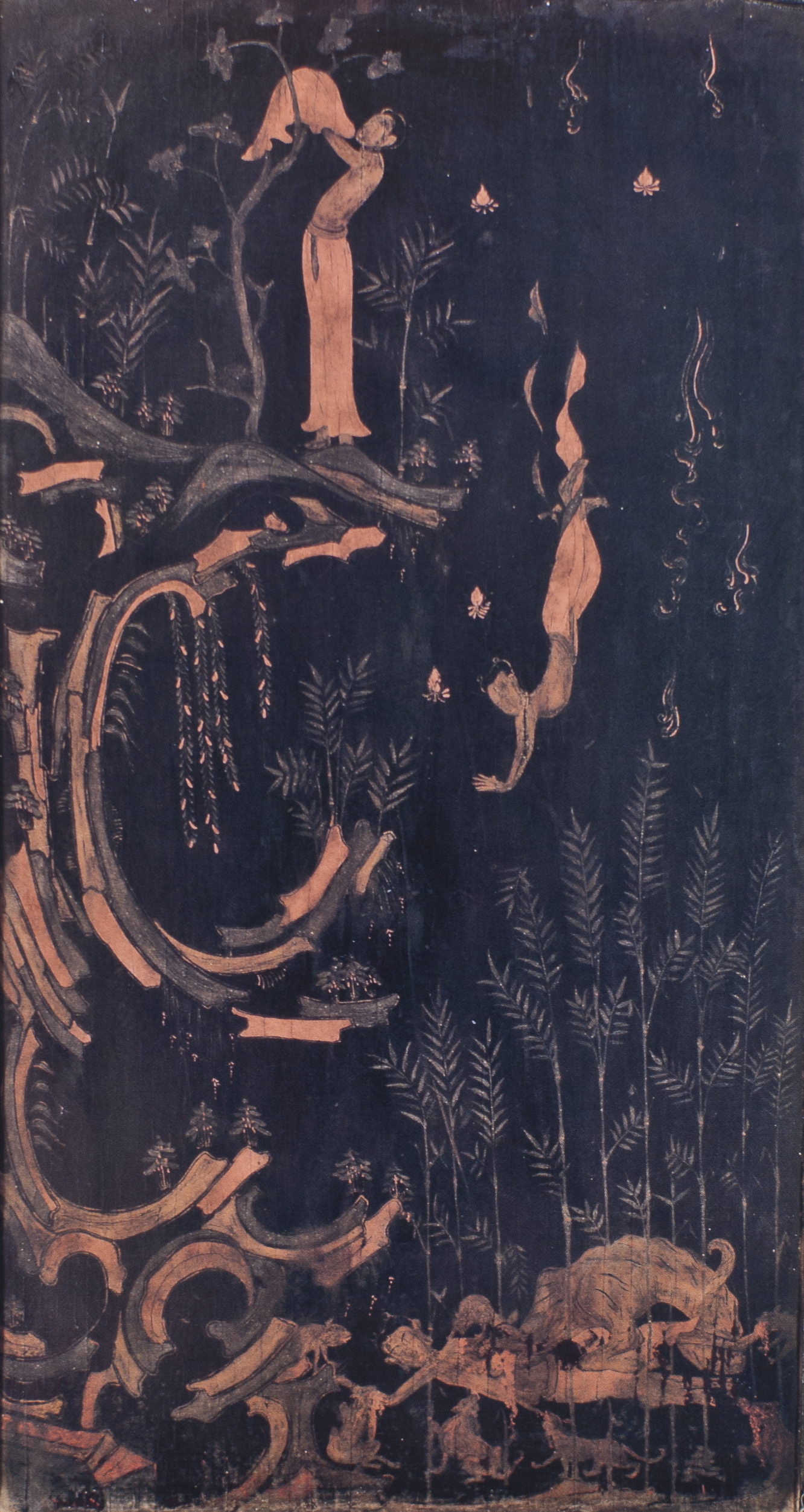
日本法隆寺玉蟲櫥子

## 外部連結
舍身饲虎本生图流变折射佛教信仰变迁 （页面存档备份，存于）